# Breno Sidoti
Breno França Sidoti (Cruzeiro, 16 de março de 1983) é um ciclista brasileiro e nutricionista esportivo que atualmente (2022) trabalha com atletas profissionais e amadores, incluindo a equipe Ciclismo Taubaté e a São José Ciclismo.￼
Ciclista do tipo passista, tem entre suas principais conquistas a Copa América de Ciclismo de 2011 e a Volta Ciclística de Campos de 2009. Outros resultados notáveis são o 2º lugar no Campeonato Pan-Americano de Ciclismo de Estrada, em 2006, e a vitória no Campeonato Brasileiro de Estrada e Contra-Relógio Sub-23, em 2005, com o qual tornou-se tricampeão brasileiro de resistência nas categorias de base, tendo sido o vencedor da prova na categoria Juvenil, em 1999, e bicampeão na categoria Júnior, em 2002. Iniciou no esporte em 1995, com doze anos, influenciado pelos irmãos: Giuliano e Marcelo, que competiam em provas da região.

## Principais resultados
2003
1º - Etapa 3 da Volta Ciclística de Santa Catarina
2004
4º - Copa América de Ciclismo
3º - Classificação Geral da Volta Ciclística de São Paulo
1º - Etapa 5
3º - Classificação Geral do Torneio de Verão
2º - Classificação Geral da Volta de Porto Alegre
3º - Prova Ciclística 1º de Maio/GP Ayrton Senna
3º - Classificação Geral da Volta do Rio de Janeiro
2º - Copa da República de Ciclismo
2005
7º - Classificação Geral da Volta Ciclística de São Paulo
3º - Classificação Geral da Volta de Porto Alegre
1º - Etapa 4 da Volta Ciclística do Paraná
1º -  Campeonato Brasileiro de Ciclismo de Contra-Relógio Sub-23
1º -  Campeonato Brasileiro de Ciclismo de Estrada Sub-23
1º - Etapa 3 da Volta Ciclística de Santa Catarina
2006
2º - Trofeo ZSSDI (ITA)
2º  Campeonato Pan-Americano de Ciclismo de Estrada, São Paulo
2007
1º - Prova São Salvador
1º - Etapa 1 da Volta Ciclística de Santa Catarina (CRE)
2008
4º - Campeonato Brasileiro de Ciclismo Contra-Relógio
2009
6º - Classificação Geral da Volta de Gravataí
2º - GP Tiradentes
4º - Giro Memorial A Tribuna
4º - Prova São Salvador
1º - Classificação Geral da Volta Ciclística de Campos
1º - Etapa 1
1º - Volta Ciclística do Grande ABCD
3º - Ranking Brasileiro de Ciclismo de Estrada
2010
5º - Campeonato Brasileiro de Ciclismo Contra-Relógio
9º - Classificação Geral do Tour do Rio
2011
1º - Copa América de Ciclismo
2º - Etapa 5 do Tour do Rio
5º - Volta Ciclística do Grande ABCD
2º - Etapa 5 da Volta Ciclística de São Paulo